# Jules Février

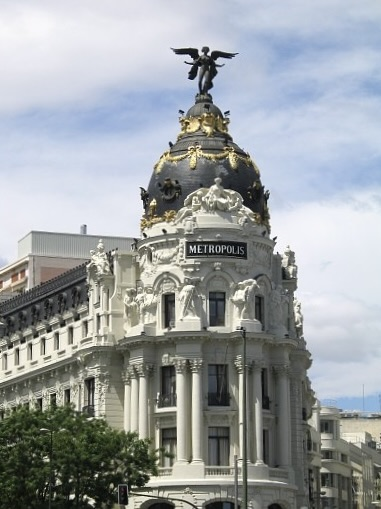
Das Metropolis-Haus auf der Gran Vía in Madrid. Architekten Jules und Raymond Février

Jules Février eigentlich Pierre Barthélémy Victor Jules Février (* 4. September 1842 in Membrey, Département Haute-Saône; † 23. Januar 1937 in Paris) war ein französischer Architekt.

## Leben und Wirken
Février war ein Sohn des Architekten François Jules Février (1811–1892) und dessen Ehefrau Fanny de Nervaux (1818–1901).
Nach erfolgreichem Abschluss seiner Schulzeit trat Février 1862 in die École nationale supérieure des beaux-arts ein und absolvierte als Bester mit dem Jahrgang 1867. Während seiner Ausbildung zum Architekten war Simon-Claude Constant-Dufeux (1801–1870) einer seiner maßgeblichen Lehrer.
Février heiratete 1875 in Paris Anaïs Despaulx (1851–1923) und hatte mit ihr zwei Söhne: Henry (1875–1957) den späteren Komponisten und Raymond (1878–1952), der als Architekt später Einiges zusammen mit seinem Vater entwarf.
Beruflich war Février als Architekt großer Finanz- und Versicherungsunternehmen tätig und errichtete auch private Wohnhäuser, etwa das Weitere Hôtel Gaillard in Paris, das Haus von Sarah Bernhardt. In Madrid errichtete er gemeinsam mit seinem Sohn Raymond für die Versicherung La Union y El Fenix das heutige Metropolis-Haus. 
Jules Février starb am 23. Januar 1937 in Paris und fand auf dem Friedhof Père-Lachaise seine letzte Ruhestätte (13. Division).

## Ehrungen
- Ritter der Ehrenlegion
- eine Bronzemedaille und eine Goldmedaille bei der Weltausstellung Paris 1889.